# Garaeus mirificus
Garaeus mirificus är en fjärilsart som beskrevs av Bang-haas 1927. Garaeus mirificus ingår i släktet Garaeus och familjen mätare. Inga underarter finns listade i Catalogue of Life.